# Basilique San Francesco (Bologne)
Pour les articles homonymes, voir Basilique San Francesco.
La basilique San Francesco est une basilique mineure franciscaine du quartier nord-ouest de Bologne, près des fortifications dei Torresotti (actuelle Porta Nova) et qui date du XIIIe siècle. Sa façade donne sur la piazza de Marchi.

## Histoire
Sa construction effectuée entre  1236 et 1263 a été initiée par Marco da Brescia. Entretemps, en 1251, le pape Innocent IV consacra le maître-autel,
Tout en ayant une façade romane du XIIIe siècle ainsi que son portail et ses bas-reliefs, elle emprunte les formes du style gothique français (dans un ensemble qualifié de romano-padouan), avec un intérieur à trois nefs à piliers octogonaux en latérite, un déambulatoire absidal à  neuf chapelles rayonnantes, à voûtes sexpartites (c'est-à-dire divisée en six voiles, comme celle de la cathédrale Notre-Dame de Paris) avec des arcs en croisée d'ogive renforcées par des arcs-boutants.
Un premier campanile datant de 1260 a été abattu au XVIIIe siècle, le second  date de 1402 sur les plans de Antonio di Vicenzo.
En  1796, saccagée par les troupes françaises, elle est réduite en caserne, son église déconsacrée, le couvent supprimé et les œuvres d'art spoliées.
Après le Traité de Tolentino, Bologne est réunie à la République cispadane ; les sécularisations commencent, la plupart des églises et les couvents sont fermés. L'église de Saint-François subit le même sort. Le corps d'Alexandre V arraché de sa tombe, est enterré sous un portique de la chartreuse de Bologne. 
L'église, jusqu'alors simplement fermée, est transformée en magasin de subsistances militaires. 
Après la restauration de Pie VII en 1814, l'église est rendue au culte et le couvent aux Cordeliers.  
Le gouvernement italien s'en empare  en 1860 pour en faire de nouveau un magasin militaire. 

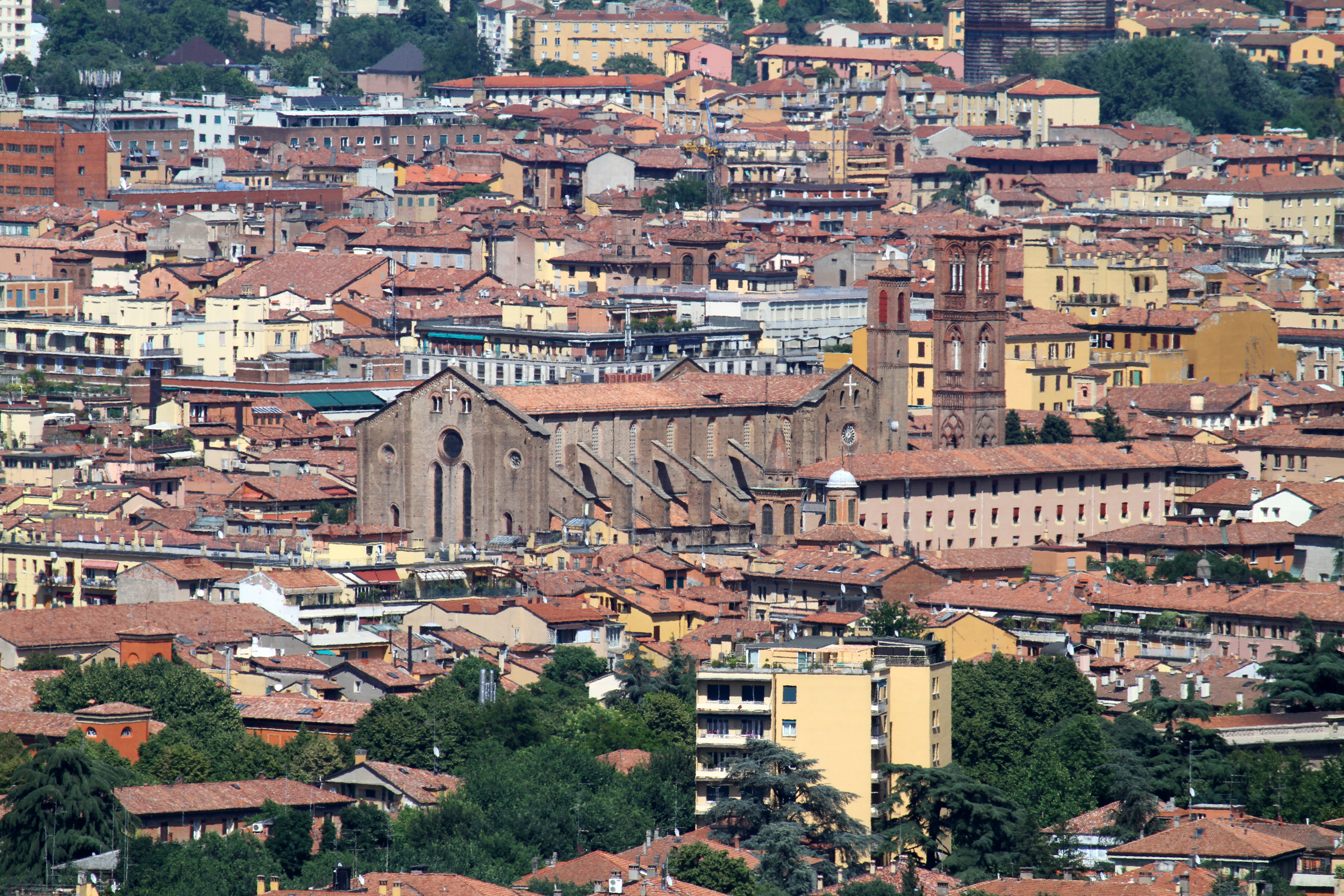
Vue générale de la basilique.

La charité catholique peut racheter au fisc en 1889, l'église et une partie du couvent. Le pape donne alors l'ordre de restaurer l'église, de relever le beau maître-autel, datant de 1388, et de réédifier le monument de son prédécesseur Alexandre V.  Le 10 octobre, Mgr Zooooli, évêque de Sébaste, vicaire capitulaire durant la vacance du siège de Bologne, et les Pères cordeliers, procèdent, à la déposition de la dépouille mortelle de ce Pape, exhumé de la chartreuse sous le monument de Sperandio Mantovano (it) relevé et restauré aux frais du Souverain Pontife Léon XIII.
Dédiée à nouveau au culte en 1886, elle fut restaurée dans sa forme primitive par Alfonso Rubbiani (1886-1919) ainsi que le cloître des morts démoli en 1673, sur ses vestiges archéologiques.
Après avoir été endommagée gravement par les bombardements de la Seconde Guerre mondiale en 1943, elle est restaurée par Alfredo Barbacci.

## Extérieur
la Tombe dei Glossatori 
Du côté de la piazza Malpighi, se situent, derrière l'abside, les monuments funéraires des  jurisconsultes Accursius et de son fils Franciscus, et d'Odofredo et Rolandino dei Romanzi.
Le campanile
Il comporte à sa base un cénotaphe au juriste Pietro Canetoli (mort vers 1382).
Le cloître des morts
- Épigraphe de Ferdinando Tamajo de Burgos, podestat de Bologne pendant le gouvernement du cardinal Egidio Albornoz, et mort en 1361 à la bataille de San Ruffillo.
- Sur le côté est se trouve la chapelle Muzarelli d'Antonio di Vincenzo, (1397-1400) pour Lippo Muzzarelli, marchand de soie de la ville.

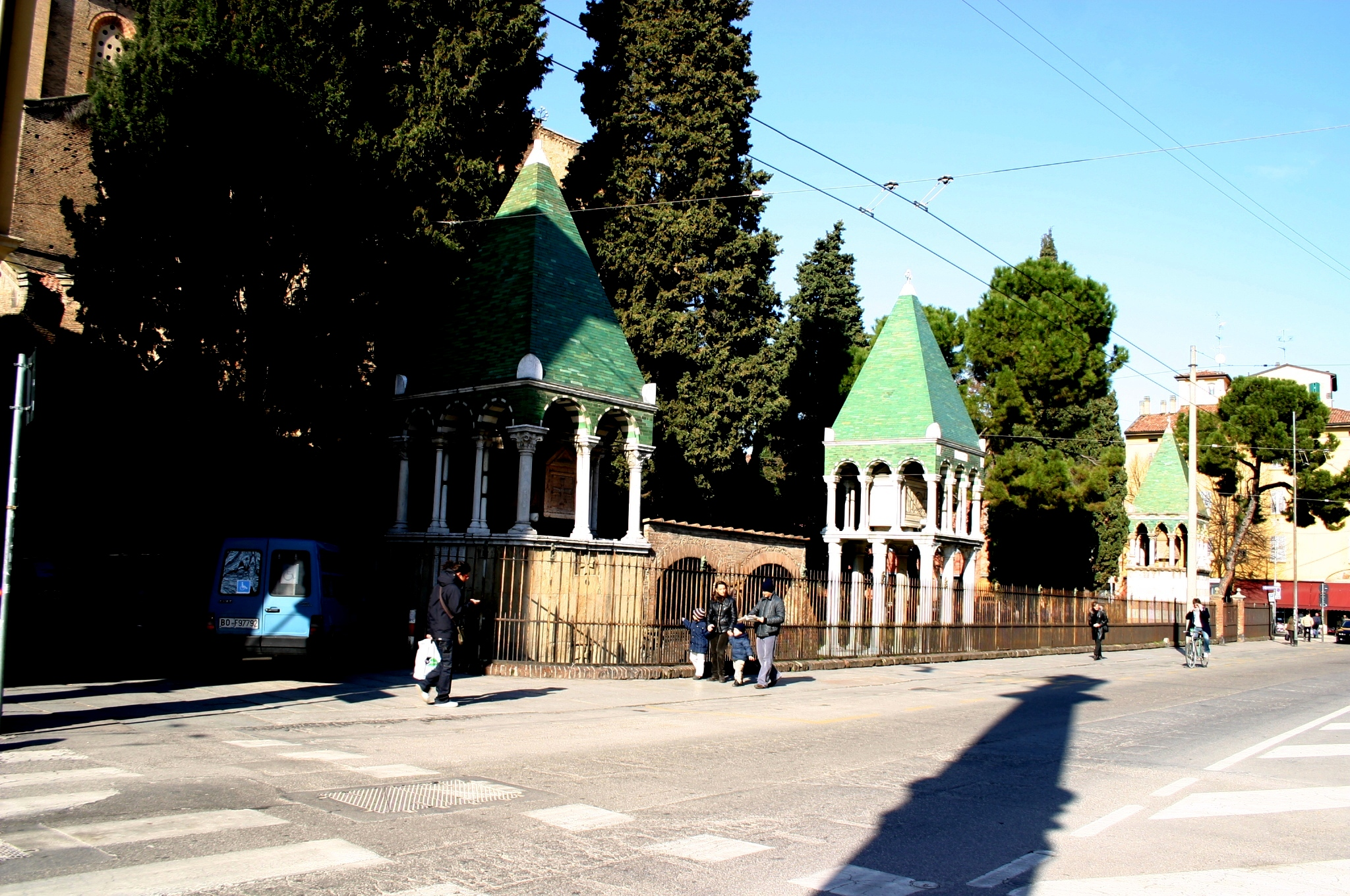
Tombe dei Glossatori.
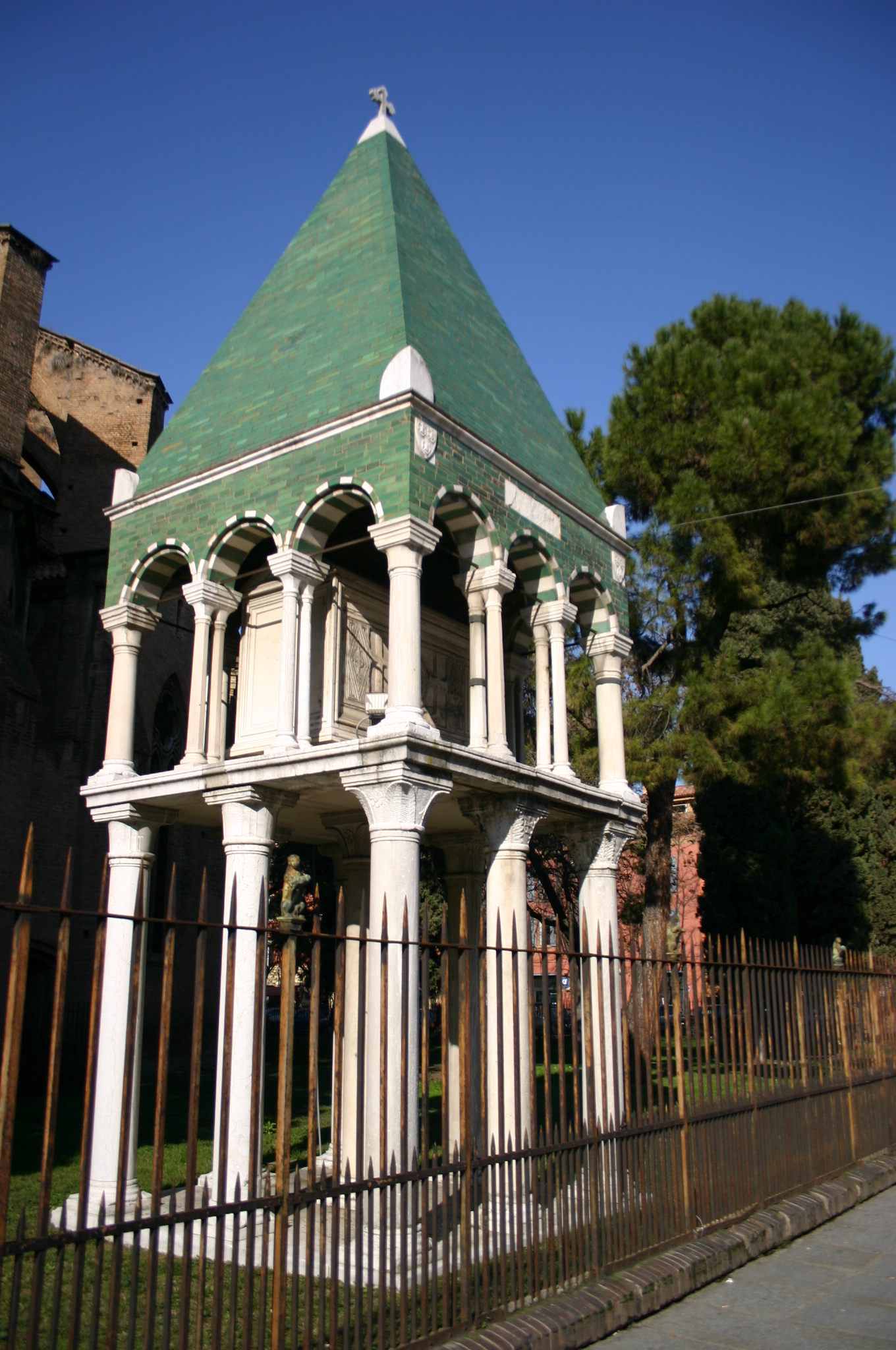
Arc d'Odofredo.

## Intérieur
Le monument funéraire  du pape Alexandre V, est dû aux sculpteurs Nicolò Aretino et Sperandio Mantovano (it) (XVe siècle).
Alexandre V avant de mourir, avait exprimé le vœu d'être enseveli, dans sa robe de cordelier, à l'église conventuelle de son ordre. Sa dépouille mortelle fut déposée dans le caveau de l'église Saint-François del Borghetto. Soixante-douze ans après sa mort, le célèbre sculpteur mantouan Sperandio fut chargé par Sixte IV, d'exécuter un monument à la mémoire d'Alexandre V. Sperandio représenta le Pape, entouré de figures allégoriques. 
Dans la nef septentrionale se trouve la pierre tombale de Ercole Bottrigari (1531-1562), dans celle opposée le cénotaphe du musicien  Giovanni Battista Martini (mort en  1784) et  le monument  de Pietro Fieschi (mort en 1492), attribué à Francesco di Simone Ferrucci de Fiesole.
Le retable en marbre  (1392), qui comporte en prédelle, la vie de saint François, est une œuvre des sculpteurs vénitiens Jacobello dalle Masegne et Pierpaolo dalle Masegne.
La sacristie est de la fin du XIVe siècle comme le cloître des morts. 
Le grand cloître date des XVe et XVIe siècles.

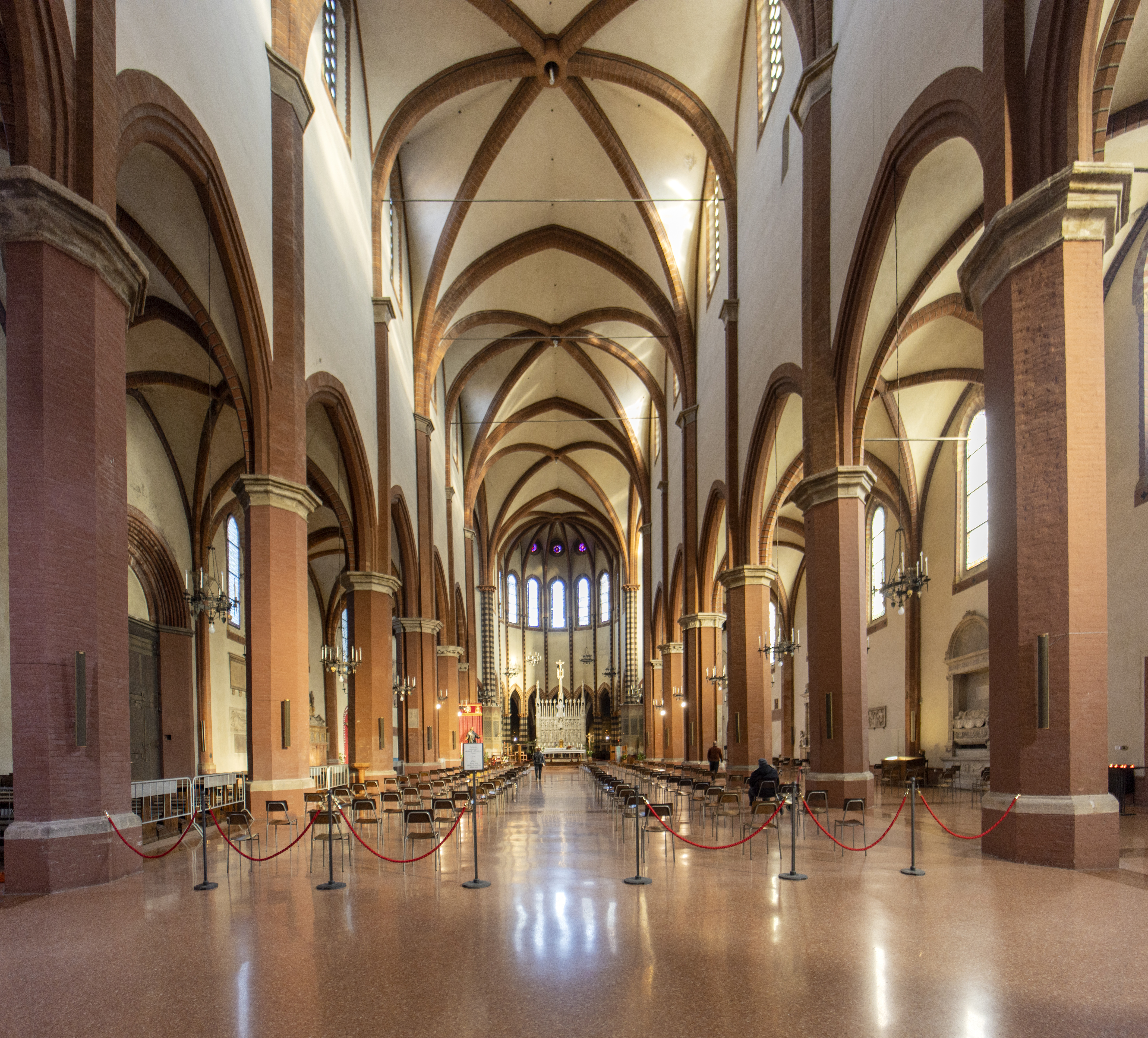
L'intérieur.
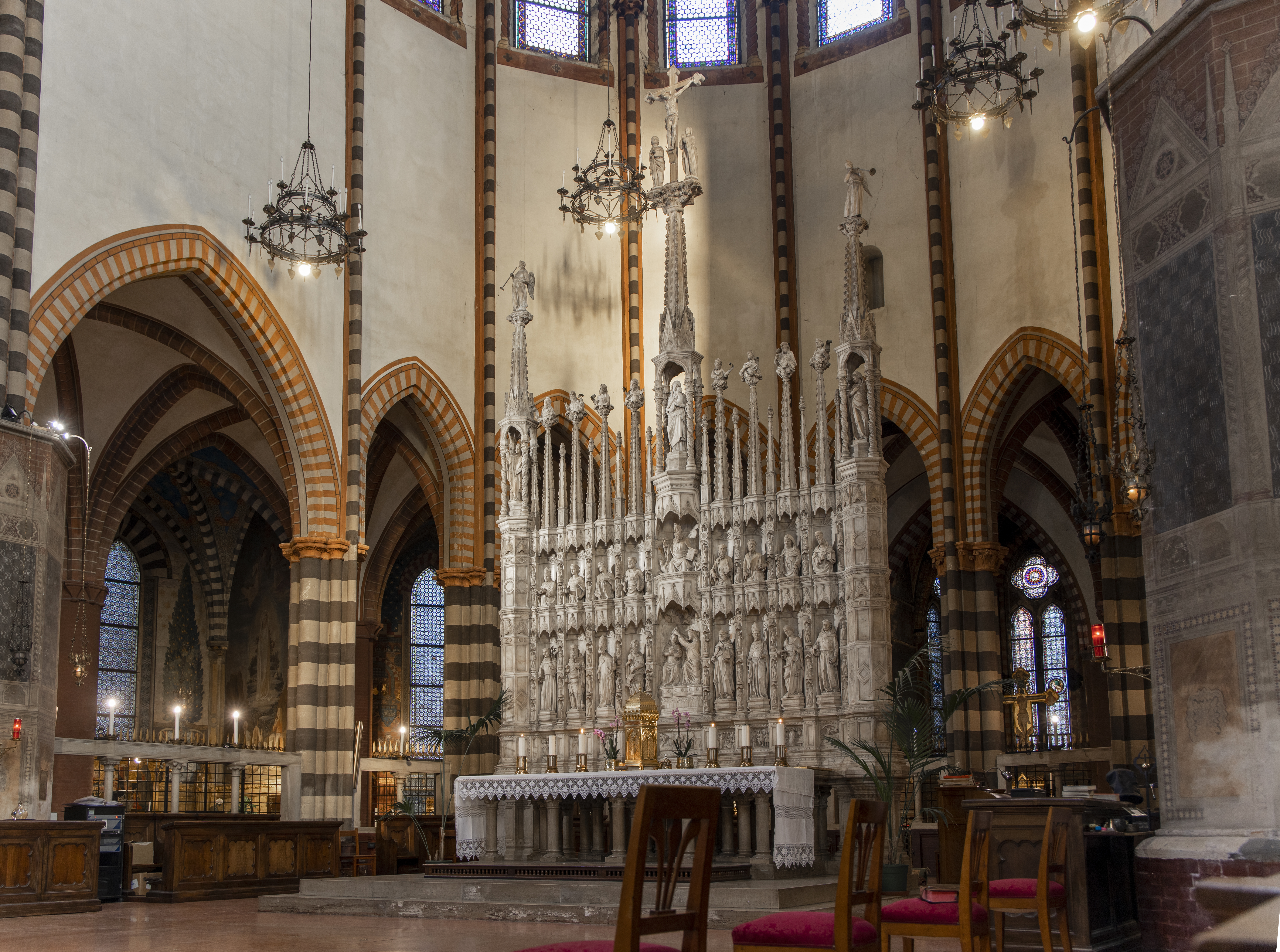
Le maître-autel.
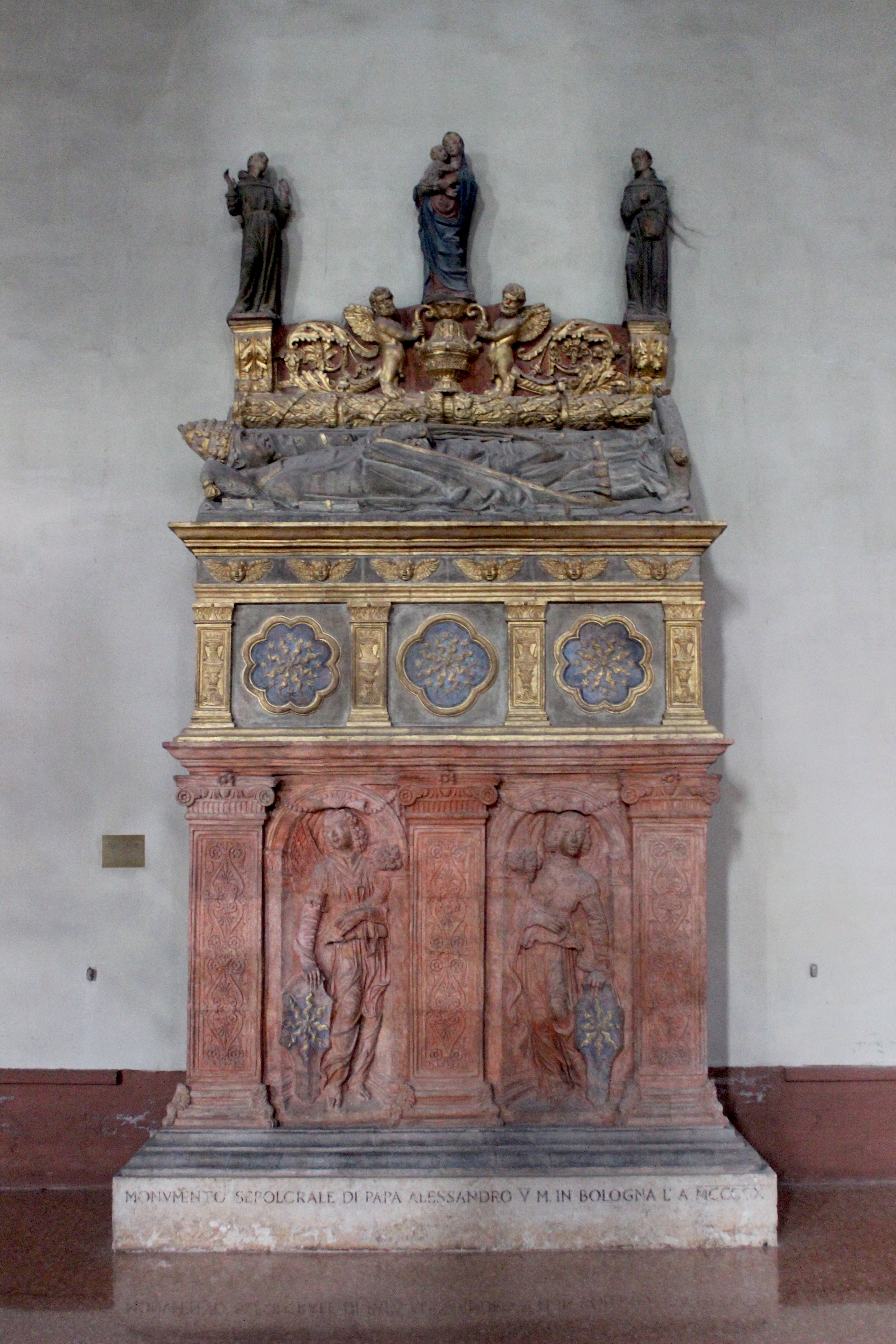
Tombeau d'Alexandre V, (1482).
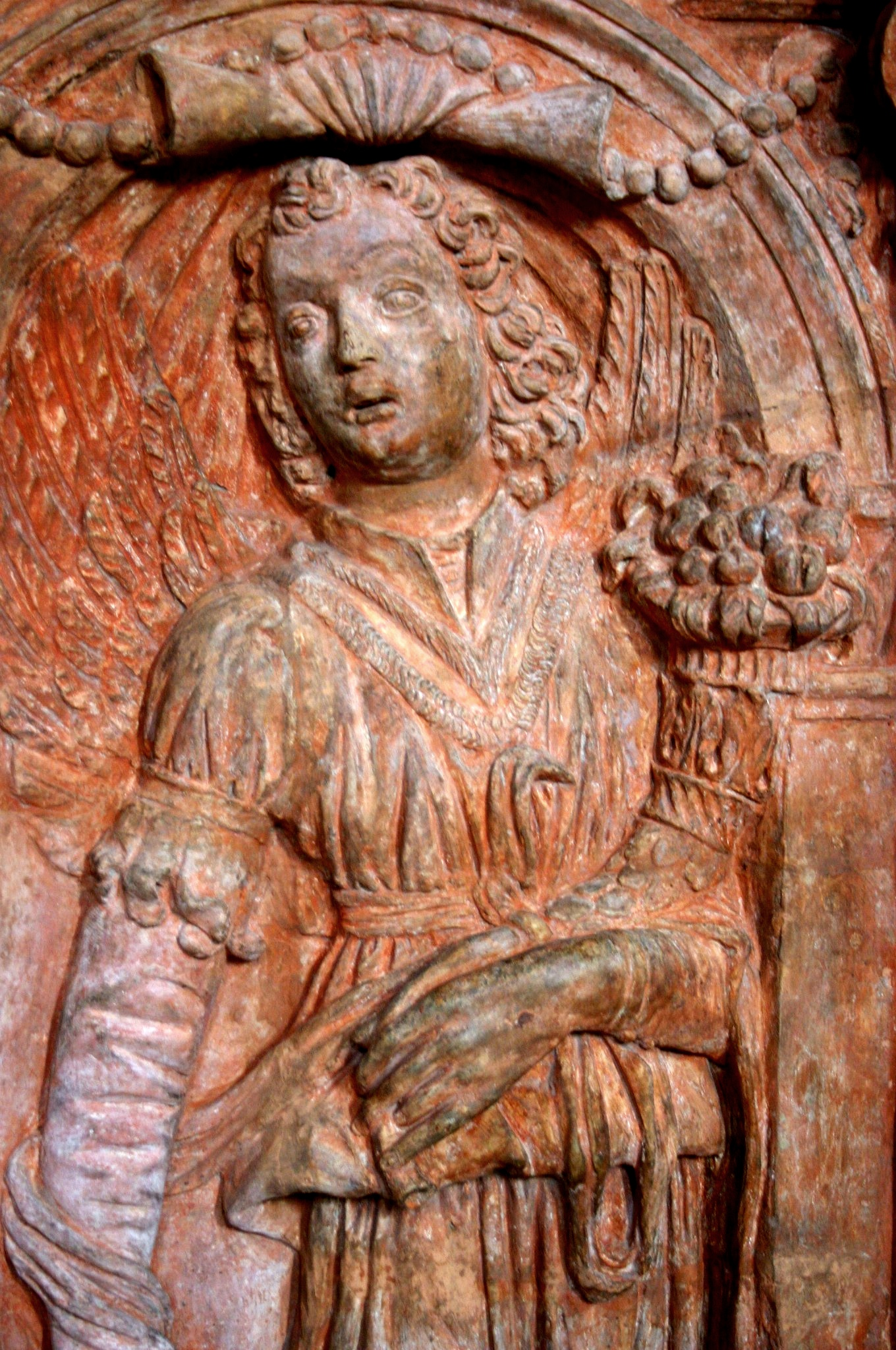
Détail.